# Dehvand
Dehvand (persiska: دِيوَند, ده وند, سان چقای علیا, Sān Choqā-ye ‘Olyā) är en ort i Iran.   Den ligger i provinsen Lorestan, i den nordvästra delen av landet, 400 km väster om huvudstaden Teheran. Dehvand ligger 2 051 meter över havet och antalet invånare är 117.
Terrängen runt Dehvand är kuperad. Runt Dehvand är det ganska tätbefolkat, med 56 invånare per kvadratkilometer. Närmaste större samhälle är Hezār Khānī, 8,3 km sydväst om Dehvand. Trakten runt Dehvand består i huvudsak av gräsmarker.